# Corophiidira
Corophiidira zijn een parvorde van mariene kreeftachtigen. Het zijn vlokreeftjes die afgeleid zijn van benthische voorouders met een detritivore levenswijze. Binnen deze parvorde zijn er zowel ongespecialiseerde vormen zoals de Aoroidea die zich vooral met detritus voeden, als gespecialiseerde groepen die zich voeden met algen (Amphitoidae) of hout (Cheluroidea). Ook de kokerbewonende langsprietkreeftjes behoren tot deze parvorde.

## Taxonomie
De volgende taxa zijn bij de parvorde ingedeeld:
- Superfamilie Aoroidea Stebbing, 1899
  - Familie Aoridae Stebbing, 1899
  - Familie Unciolidae Myers & Lowry, 2003
- Superfamilie Cheluroidea Allman, 1847
  - Familie Cheluridae Allman, 1847
- Superfamilie Chevalioidea Myers & Lowry, 2003
  - Familie Chevaliidae Myers & Lowry, 2003
- Superfamilie Corophioidea Leach, 1814
  - Familie Ampithoidae Boeck, 1871
  - Familie Corophiidae Leach, 1814